# ماساو أزوما
ماساو أزوما (باليابانية: 東雅雄) متسابق دراجات نارية ياباني. نافس في سباقات بطولة العالم لفئة 125 سي سي من سنة 1996 إلى 2003. خلال سنواته الثمان في فئة 125 تسابق أزوما لهوندا بشكل حصري لمدة ست سنوات.

## روابط خارجية
- ماساو أزوما على موقع MotoGP.com (الإنجليزية)